# Вышибала (фильм, 2011)
«Вышибала» (англ. Goon) — комедия режиссёра Майкла Дауса по сценарию Джея Барушеля и Эвана Голдберга, экранизации романа Адама Фраттасио и Дага Смита «Вышибала: Правдивая история невероятного путешествия в низшие лиги хоккея». В главных ролях Шонн Уильям Скотт и Лев Шрайбер. Премьера состоялась на кинофестивале в Торонто 10 сентября 2011 года. В России фильм вышел 1 марта 2012 года.

## Сюжет
Даг Глатт (Шонн Уильям Скотт) — очень славный простодушный парень, считающий себя изгоем в своей семье. Однажды он посещает игру низшей хоккейной лиги со своим другом Пэтом (Джей Барушель). Пэт насмехается над командой гостей и один из игроков во время драки поднимается на трибуны. Даг, защищая своего друга, бьёт головой хоккеиста и вырубает его, после чего остальная толпа аплодирует ему. Вскоре после этого, Дагу звонит тренер домашней команды и предлагает ему работу тафгая, чья роль заключается в защите товарищей по команде и участие в драках с игроками из другой команды.
Даг успешно себя проявляет и даже набирает популярность среди фанатов, несмотря на низкий ранг самой хоккейной команды.
Однажды тренер вызывает Дага к себе и сообщает, что с ним готов заключить контракт тренер команды из лиги, выше уровнем.
Сама же новая команда переживает небольшой кризис. Ключевой игрок команды Ксавье Лафлейм в одной игре был выведен из строя известным тафгаем Россом Рэа и после этого боится играть.
Изначально, тренер не обращает на Дага внимание и не выпускает его на лёд. Но после того, как игрок команды соперника при помощи удара локтем выводит из строя одного из игроков команды Дага, тренер даёт распоряжение Дагу, разобраться с задирой. Даг удачно дебютирует, с одного удара выведя соперника из строя.
Однажды, Даг, проходя мимо кафе, замечает Росса Рэа и решает с ним поговорить. Разговор получается тёплым и дружелюбным. Но в конце Рэа замечает "На льду я тебя размажу".
Из-за умственных сложностей, Даг периодически совершает ошибки в игре, что в итоге стоит команде поражений и тренер серьёзно отчитывает Дага. В одной из игр, Даг с серьёзным нарушением правил избивает соперника, за что получает дисквалификацию на один матч. Этот матч проходит против команды, в которой играет Росс Рэа. Росс без проблем выводит из строя и запугивает игроков команды Дага, вследствие чего, команда проигрывает в очередной раз.
Даг, осознав свои ошибки, общается с Лафлеймом и они извиняются друг перед другом и за ошибки в игре, и за поведение.
В очередной игре, Даг подбадривает Лафлейма, благодаря показательному выведению из строя соперника, который перед этим сбил Лафлейма. Лафлейм же в свою очередь подбадривает Дага, сыграв с ним в пас и составив комбинацию так, чтобы передача шайбы от Дага стала голевой.
В следующем матче команда соперников оттесняет вратаря и уже готовится забить шайбу в пустые ворота, но Даг спасает игру, в буквальном смысле подставив под удар своё лицо.
Настаёт последняя и решающая для команды Дага игра, ведь только победа может гарантировать команде выход в следующий этап соревнований. Так же, решающим фактором в игре является то, что это команда, в которой играет Росс Рэа.
Рэа пытается вести себя в своём стиле и даже задирается к Лафлейму. Но подоспевший вовремя Даг толкает Рэа. Оба игрока садятся на скамью штрафников и ожидают когда закончится штрафное время. В этот момент зрители с трибун призывают к тому, чтобы Даг Глатт и Росс Рэа, наконец-то, схлестнулись в поединке. Выйдя на лёд, Росс и Даг сразу снимают перчатки и становятся в боевую стойку.
Бой проходит в довольно равных силах. Росс применяет свой фирменный апперкот, до этого выводящий соперников из строя. Но Даг устоял и ответным ударом ломает Россу нос. Но в дальнейшей стычке Даг теряет устойчивость на коньках и ломает голеностоп. Судья уже готов отправить Дага со льда, но Росс его останавливает словами "Он ещё не закончил". Собравшись силами, Даг встаёт на ноги и в дальнейшем противостоянии выводит Росса из строя, после чего падает на лёд и кричит, держась за сломанный голеностоп.
Лафлейм помогает Дагу выйти со льда и возлюбленная Дага, Ева, помогает ему дойти до раздевалки. Лежащий на льду Рэа, выплевывет выбитый зуб и расплывается в улыбке. Лафлейм, понимая, что его главный страх побеждён, мастерски обыгрывает соперников и приносит команде победу. Сидящий в раздевалке Даг, с гордостью говорит "Я его сделал".

## В ролях
- Шонн Уильям Скотт — Даг "Головорез" Глатт
- Лев Шрайбер — Росс "Босс" Рэа
- Джей Барушель — Пэт
- Марк-Андре Гронден — Ксавье Лафлейм
- Элисон Пилл — Ева
- Юджин Леви — мистер Глатт
- Дэвид Петкау — Айра Глатт
- Ким Коутс — Ронни Ортенс
- Джонатан Черри — Марко "Белчи" Белчиор
- Ричард Кларкин — Горд Огилви
- Рики Мейб — Джон Стивенсон
- Дэвид Лоуренс — Ричард
- Эллен Дэвид — миссис Глатт
- Джефф Банджавич — Брэндон
- Жорж Ларак — Хантингтон
- Курт Кейлбэк — Род МакКодри